# مسلك هوائي فموي بلعومي
المسلك الهوائي الفموي البلعومي (ويعرف أيضًا بـ مسلك الهواء الفموي، أو OPA، أو مسلك هواء جودل النموذجي) هو جهاز طبي يسمى ملحق مجرى الهواء ويستخدم للحفاظ على المسلك الهوائي مفتوحًا. ويحقق ذلك بمنع اللسان من تغطية لسان المزمار الذي يمكنه منع الإنسان من التنفس. عندما يكون الإنسان في حالة من اللاوعي، ترتخي العضلات في فكه مما يسمح للسان بسد المسلك الهوائي.

## التاريخ والاستخدام
صمم المسلك الهوائي الفموي البلعومي آرثر جودل (Arthur Guedel).
تأتي المسالك الهوائية الفموية البلعومية في أحجام مختلفة من الأطفال إلى البالغين وتستخدم بوجه عام في رعاية الطوارئ قبل دخول المستشفيات وإدارة المسلك الهوائي لمدة قصيرة بعد مواد التخدير أو عندما تعجز الطرق اليدوية عن الاحتفاظ بالمسلك الهوائي مفتوحًا. يستخدم هذا الجهاز المستجيبون الأوائل المعتمدون وفنيو الطوارئ الطبية والمسعفون - بالإضافة إلى فنيي الصحة عندما يكون التنبيب غير متاح أو لا ينصح به أو المشكلة قصيرة المدى.
توصف المسالك الهوائية الفموية البلعومية فقط للأشخاص فاقدي الوعي نظرًا لاحتمال تسبب الجهاز في إحداث منعكس بلعومي لدى الأشخاص في حالة الوعي أو شبه الوعي. قد يؤدي ذلك إلى التقيؤ مما قد يسفر عن انسداد المسلك الهوائي. تستخدم المسالك الهوائية البلعومية الأنفية بدلاً من ذلك إذ لا يحفزون المنعكس البلعومي.
وبوجه عام يلزم قياس المسالك الهوائية الفموية البلعومية ووضعها بطريقة صحيحة لمضاعفة فعاليتها وتقليل المضاعفات المحتملة - مثل الرضوح الفموية.

## الغرز

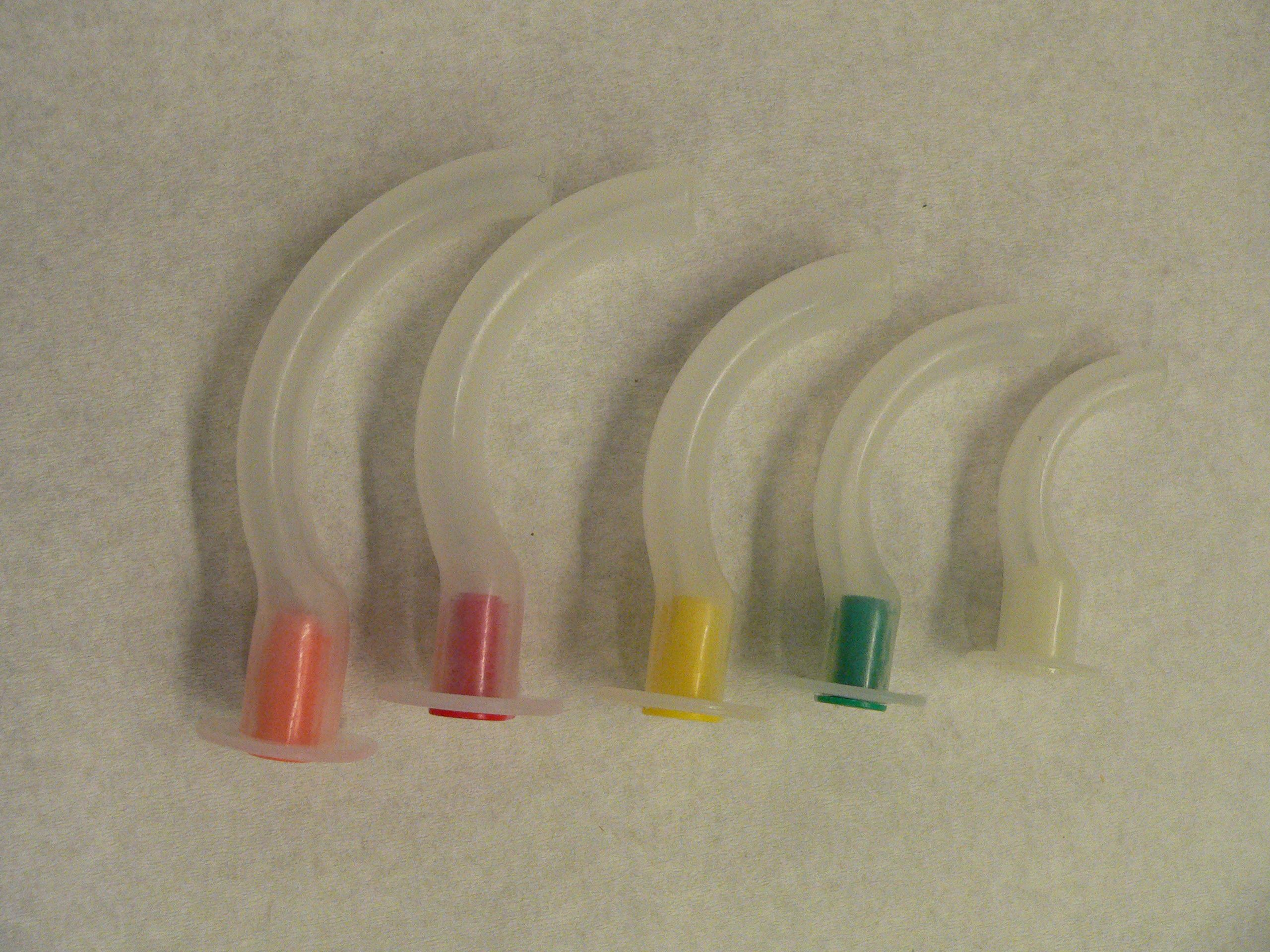
مسالك هوائية بلعومية أنفية بأحجام مختلفة

يختار الحجم الملائم من المسالك الهوائية البلعومية الأنفية بقياس منتصف فم الشخص إلى زاوية الفك. يغرز المسلك الهوائي بعدها في فم الشخص بالعكس. بمجرد ملامسة ظهر الحلق، يدار المسلك الهوائي بمقدار 180 درجة مما يتيح إمكانية الغرز بسلاسة والتأكد من صحة وضع اللسان. وهناك طريقة أخرى لغرز المسالك الهوائية البلعومية الأنفية يوصى باتباعها للأطفال والرضع وتشتمل على، مد اللسان للأمام باستخدام خافضة اللسانوغرز المسلك الهوائي أعلى الجانب الأيمن.
يزال الجهاز عندما يستعيد الشخص منعكس بلع ويستطيع الشخص حماية المسلك الهوائي لديه أو استبداله بـ مسلك هوائي أحدث. يمكنك إزالة الجهاز ببساطة بسحبه دون دوران.

## الاستخدام
لا يعني استخدام المسلك الهوائي الفموي البلعومي انعدام الحاجة إلى وضع الإفاقة والتقييم المستمر للمسلك الهوائي ولا يمنع الانسداد عن طريق السوائل (الدم، اللعاب، الطعام، السائل النخاعي) أو إغلاق مزمار الحنجرة. ولكنه يسهل التهوية أثناء الإنعاش القلبي الرئوي (CPR) وأيضًا لدى الأشخاص ذوي الألسنة الكبيرة.

## أهم مخاطر الاستخدام
تتمثل أهم مخاطر الاستخدام لهذه المسالك فيما يلي:
- إذا كان الشخص يعاني من منعكس بلعومي قد يتقيأ.
- إذا كان المسلك كبيرًا جدًا، قد يؤدي إلى انسداد مزمار الحنجرة ومن ثم ينسد المسلك الهوائي.
- القياس غير الصحيح قد يسبب نزفًا في المسلك الهوائي.

## وصلات خارجية
- Photographs
- Sizing نسخة محفوظة 13 نوفمبر 2020 على موقع واي باك مشين.